# Cerezo de Río Tirón
Cerezo de Río Tirón és un municipi de la província de Burgos a la comunitat autònoma de Castella i Lleó. Forma part de la comarca de Montes de Oca. Limita amb Valluércanes, San Millán de Yécora, Tormantos, Redecilla del Campo, Sotillo de Rioja, Quintanilla del Monte, Fresno de Río Tirón, Quintanaloranco i Quintanilla San García.

## Demografia
| 1991 | 1996 | 2001 | 2004 |
| ---- | ---- | ---- | ---- |
| 882  | 818  | 753  | 728  |